# Nastro adesivo

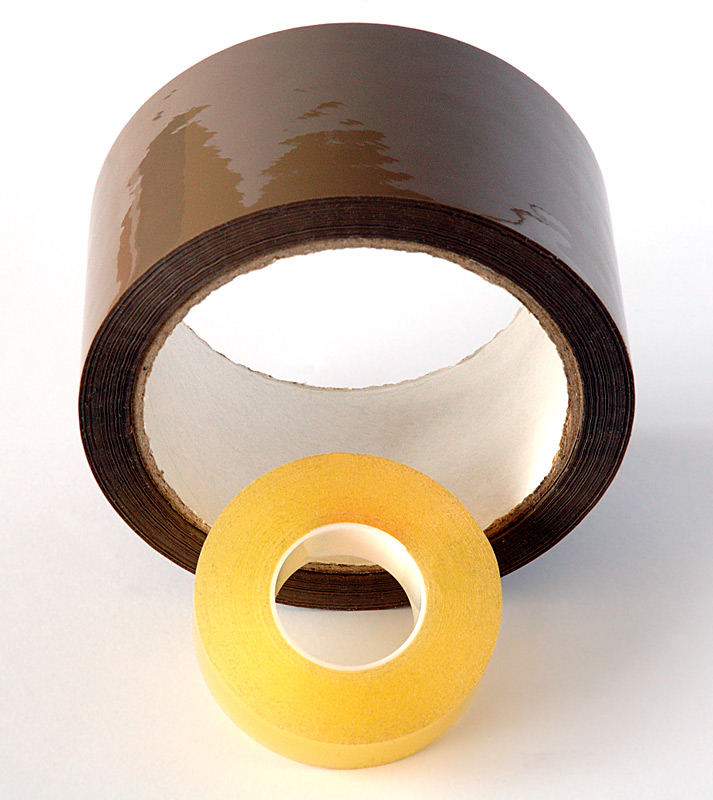
Due rotoli di nastro adesivo

Il nastro adesivo è un nastro di plastica o carta a cui è applicata una sostanza adesiva. Il nastro può essere adesivo da un solo lato o da entrambi (nastro biadesivo), nel secondo caso una delle due facce del nastro è spesso protetta da una pellicola.
È utilizzato per incollare oggetti fra loro per lo più temporaneamente, ma anche permanentemente. L'adesione avviene per semplice contatto con l'oggetto.
I più diffusi sono preparati con adesivi sensibili alla pressione e sono autoadesivi. Esistono anche nastri adesivi termoattivabili (che prima dell'applicazione devono essere attivati con il calore) e nastri adesivi attivabili ad acqua (che devono essere bagnati con acqua).

## Storia

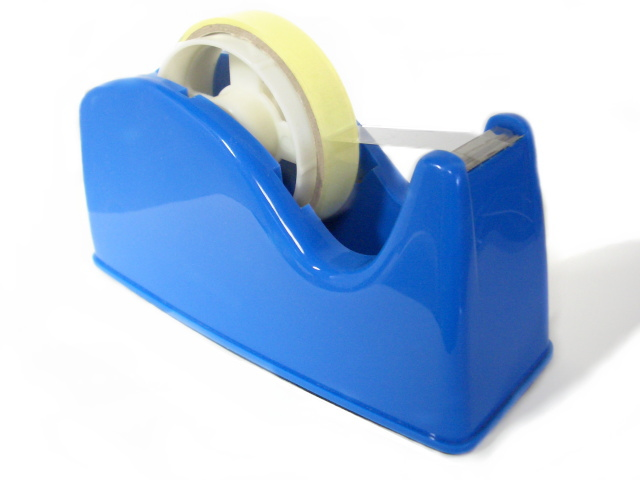
Un esempio di comune nastro adesivo trasparente montato sul suo portarotolo.

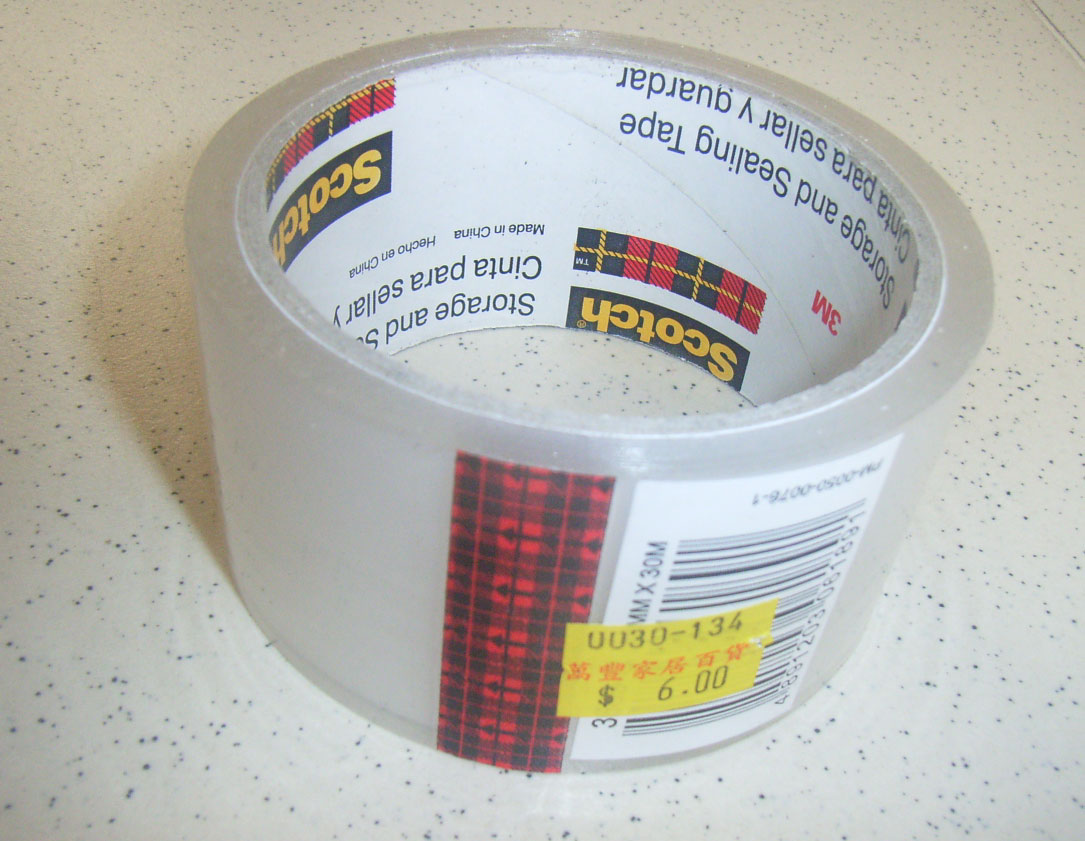
Rotolo di "scotch" dell'azienda 3M.

L'inventore del nastro adesivo fu lo statunitense Richard Drew, ricercatore della 3M, che lo creò nel 1925 e lo mise in commercio nel 1930. In Europa giunse solo nel 1937. 
Il nastro adesivo era fatto con colla da falegname e glicerina. Sembra però che la 3M, per risparmiare, usasse poca colla e che perciò qualcuno la accusò di essere "scozzese" (in riferimento alla stereotipata tirchieria degli scozzesi), da qui l'origine del nome "scotch".

## Descrizione

### Tipi di nastro adesivo
- Nastro adesivo per imballaggio: in plastica, solitamente di colore avana, largo 50 mm, è usato per imballo o chiusura di scatole.
- Nastro adesivo trasparente: in plastica, spesso di piccole dimensioni (10–19 mm), è usato per casa, scuola e ufficio.
- Nastro da muro: in carta, è poco adesivo ed è utilizzato per essere incollato temporaneamente sulle pareti senza rovinarle, per esempio per coprire una superficie che non deve essere dipinta.
- Nastro isolante: in plastica elastica spessa, di solito PVC, è utilizzato per unire o isolare fili e altre apparecchiature elettriche.
- Nastro adesivo telato: è usato soprattutto nell'industria. Costituito da una matrice tessile laminata all'interno dello spessore del nastro adesivo stesso. È molto resistente alla trazione.
- Nastro adesivo medico: è utilizzato nelle medicazioni. Solitamente di colore bianco o rosa.
- Nastro biadesivo: ha uno strato adesivo su entrambe le facce.
- Nastro biadesivo fingerlift: è un particolare tipo di nastro biadesivo dotato di una pellicola di protezione maggiorata, più larga dello strato adesivo. Questo nastro è più facile da utilizzare soprattutto quando si indossano guanti.

### Nastro adesivo da imballaggio
I vari tipi di nastro adesivo per imballaggio si differenziano fra loro per il supporto (PVC o PP) e per il tipo di colla.
La colla più appiccicosa, adatta ad ogni tipo di materiale (carta, plastica, vetro...) è quella in gomma naturale. Gli altri tipi di colla sono la colla acrilica, adatta per applicazioni in cui la colla deve tenere anche per molti anni, e la colla hot melt, adatta per le nastratrici automatiche. Alcuni tipi di colla contengono solventi, altre sono a base d'acqua; le colle hot melt sono invece preparate per fusione e omogeneizzazione dei componenti.
I nastri adesivi più adatti all'utilizzo con uno stendinastro, generalmente nella misura classica di 5 cm per 66 metri sono: 
- Nastro adesivo in polipropilene "PP" con colla in gomma naturale: è il tipo più economico, è rumoroso allo srotolamento, va tagliato con uno stendinastro o una lama.
- Nastro adesivo in polivinilcloruro "PVC" con colla in gomma naturale, più spesso del PP e molto rigido, è più costoso, è silenzioso allo srotolamento, può essere spezzato più facilmente, anche con le mani senza usare una lama.

### Consigli per la scelta del tipo di nastro adesivo da imballaggio
- Il nastro in PVC è idoneo per ogni applicazione, non crea problemi al magazziniere, attacca su ogni tipo di materiale, ma è più costoso: è consigliabile quando il magazziniere deve lavorare di fretta o in posizioni scomode o su materiali difficili
- Il nastro in PP con colla in gomma naturale è molto appiccicoso (è la stessa colla usata per il PVC). Il supporto in PP è elastico, per cui se il nastro viene allungato nella fase di applicazione tende a ritornare alla lunghezza originaria. In questo ritorno elastico le alette del nastro vengono tirate e le molecole di colla delle alette vengono distaccate dalla scatola: tutti i nastri in PP patiscono il ritorno elastico, e vanno pertanto applicati con attenzione.

Se ben applicato è un nastro eccellente come rapporto qualità/prezzo
- Il nastro in PP con colla acrilica ha un prezzo inferiore a quello con colla in gomma naturale, ed è meno appiccicoso. I suoi pregi sono la silenziosità, l'alta trasparenza della colla e soprattutto la lunga tenuta della colla nel tempo.

## Nell'arte
- Tapigami
- Tape art